# Le Retour du grand blond
Le Retour du grand blond är en fransk komedifilm från 1974 i regi av Yves Robert och i huvudrollen Pierre Richard, Jean Carmet, Jean Rochefort och Mireille Darc. Den är uppföljaren till filmen Den långe blonde med en svart doja (1972).

## Rollista
- Pierre Richard – François Perrin
- Jean Carmet – Maurice Lefebvre
- Michel Duchaussoy – Capitaine Cambrai
- Jean Rochefort – Colonel Louis Marie Alphonse Toulouse
- Paul Le Person – Perrache
- Jean Bouise – försvarsminister
- Mireille Darc – Christine
- Henri Guybet – Charmant, en mördare
- Hervé Sand – Prince, en mördare
- Colette Castel – Paulette Lefebvre
- Yves Robert – en dirigent
- Paul Bonifas – far till François Perrin
- Lionel Vitrant – en vapenägare
- Jacques Giraud – en mördare
- Jean Amos – en mördare
- Iska Khan – den kinesiska mannen